# Vímara Peres
Vímara Peres, död 873, var regerande greve av Portugal mellan 868 och 873. 
Han utnämndes till den första greven av Portugal av kungen av Asturien, som hade skapat grevskapet av mark som nyligen erövrats av morerna. 